# Шато Руж
Шато Руж (фр. Château-Rouge) насеље је и општина у североисточној Француској у региону Лорена, у департману Мозел која припада префектури Буле Мозел.
По подацима из 2011. године у општини је живело 249 становника, а густина насељености је износила 57,64 становника/km². Општина се простире на површини од 4,32 km². Налази се на средњој надморској висини од 300 метара (максималној 348 m, а минималној 249 m).

## Демографија
| 1962. | 1968. | 1975. | 1982. | 1990. | 1999. | 2011. |
| ----- | ----- | ----- | ----- | ----- | ----- | ----- |
| 153   | 169   | 170   | 160   | 177   | 179   | 249   |

График промене броја становника у току последњих година